# Piwowszczyzna
Piwowszczyzna – dawna wieś, obecnie północna część Siebieczowa na Ukrainie, należącego do rejonu czerwonogrodzkiego obwodu lwowskiego. Leży na północ od Siebieczowa w dwóch skupieniach: wzdłuż ulicy Perszotrawnewej (Pierwszomajowej) i Lesi Ukrainki. 
W II Rzeczypospolitej do 1934 samodzielna gmina jednostkowa. Następnie należała do zbiorowej wiejskiej gminy Bełz w powiecie sokalskim w woj. lwowskim. Po wojnie wieś weszła w skład powiatu hrubieszowskigo w woj. lubelskim. W 1951 roku wieś wraz z większą częścią gminy Bełz (którą równocześnie przekształcono w gminę Chłopiatyn) została przyłączona do Związku Radzieckiego w ramach umowy o zamianie granic z 1951 roku.